# Metrópole da Grande Paris

Localização da região metropolitana na Ilha de França

A Metrópole da Grande Paris (MGP), Métropole du Grand Paris, é uma metrópole e a única intercomunalidade na região da Ilha de França a ter esse estatuto. Ela reúne a cidade de Paris e 130 comunas, incluindo a totalidade das comunas em departamentos da petite couronne (Altos do Sena, Seine-Saint-Denis e Vale do Marne), bem como sete comunas da grande couronne.
A metrópole da Grande Paris conta com 6 999 097 habitantes em 2014 (7 028 565 habitantes para a população total, isto é, com a população contada separadamente, que inclui duplas contagens), o que a torna a intercomunalidade mais populosa do país. Ela se estende por seis departamentos. Tem o status de um estabelecimento público de cooperação intercomunal (EPCI) de fiscalidade própria.
As comunas integrantes da metrópole (exceto Paris) são divididas em onze EPCI sem fiscalidade própria e de estatuto particular, os estabelecimentos públicos e territoriais. A cidade de Paris mantém o seu estatuto especial anterior e não é um membro que da metrópole da Grande Paris.

## História antes da criação da metrópole

### A lei MAPTAM
O projeto de lei de modernização da ação pública territorial e de afirmação das metrópoles como apresentado pelo governo Ayrault previu que a metrópole de Paris trataria em um primeiro momento os programas de desenvolvimento e de habitação na escala de 10 milhões de habitantes da unidade urbana de Paris
Os artigos do projeto de lei que corresponde a esta proposta, no entanto, tem sido rejeitados em primeira leitura no Senado pela votação conjunta das emendas de supressão dos eleitos de direita e comunistas.
Uma nova proposta comum de quarenta parlamentares socialistas levou o governo a propor um estabelecimento público de cooperação intercomunal (EPCI) no território dos quatro departamentos em 1 de janeiro de 2015, gerido por um conselho de cerca de 200 membros (um por comuna mais um por cada 30 000 habitantes, com um máximo de um quarto por Paris). Neste projeto, as intercomunalidades anteriores tornaram-se "áreas de território" agindo por delegação da metrópole da Grande Paris. Esta proposta é combatida por alguns de seus líderes, em especial os da Frente de Esquerda como Patrick Braouezec e da direita. Para Anne Hidalgo, candidata à prefeitura de Paris, "a ideia que os EPCI sejam transformados em conselhos de território e não vão criar um extrato suplementar é uma boa coisa.". Com a discussão em plenário, a ministra Marylise Lebranchu explicou que após a rejeição de uma "cooperativa de intercomunalidades" promovida pela sindicato misto Paris Métropole pelo voto do Senado, o governo mudou o estatuto da metrópole em uma única intercomunalidade : "Nós suprimimos dezesseis intercomunalidades para fazer uma só : eu tenho ainda a impressão de simplificar." As "comunas recuperam totalmente a sua existência, uma vez que são as que enviam seus delegados à metrópole", enquanto que "os conselhos de território dependerão das intercomunalidades existentes.". Em 19 de julho de 2013, a Assembleia Nacional aprova a seção criando a Metrópole da Grande Paris, empurrando sua data de fundação para 1 de janeiro de 2016 e desde que a renovação de sua diretoria em 2020 se fará majoritariamente por sufrágio direto.
O texto foi aprovado em segunda leitura, no Senado em 8 de outubro de 2013, por 156 votos a favor e 147 contra. Ele voltou para a Assembleia em segunda leitura, no dia 10 de dezembro de 2013. Depois de um acordo de comissão mista paritária, um texto definitivo é aprovado pelas duas câmaras em 19 de dezembro de 2013.
Em 3 de janeiro de 2014, o Primeiro-ministro Jean-Marc Ayrault disse que ele apoiou a abolição dos departamentos de pequena coroa, medida imputável ao mesclar os departamentos de Paris, Altos do Sena, Seine-Saint-Denis e Vale do Marne na Metrópole da Grande Paris.
O projeto de lei MAPTAM é validado pelo Conselho Constitucional em 23 de janeiro de 2014, que o juiz está em conformidade com a Constituição.
A lei n° 2014-58 de 27 de janeiro de 2014 de modernização da ação pública territorial e de afirmação das metrópoles (Lei MAPAM ou MAPTAM) é publicada no diário oficial de 28 de janeiro de 2014, e os artigos 12 a 14 são dedicados à metrópole da Grande Paris. Estas alteram muitas das disposições, e em particular o código geral das coletividades territoriais.
Claude Bartolone, presidente da Assembleia Nacional e ex-presidente do conselho geral de Seine-Saint-Denis, manifestaram o seu interesse para a presidência da metrópole, e é portanto um candidato nas eleições municipais de Le Pré-Saint-Gervais.

## Território metropolitano

### Geografia

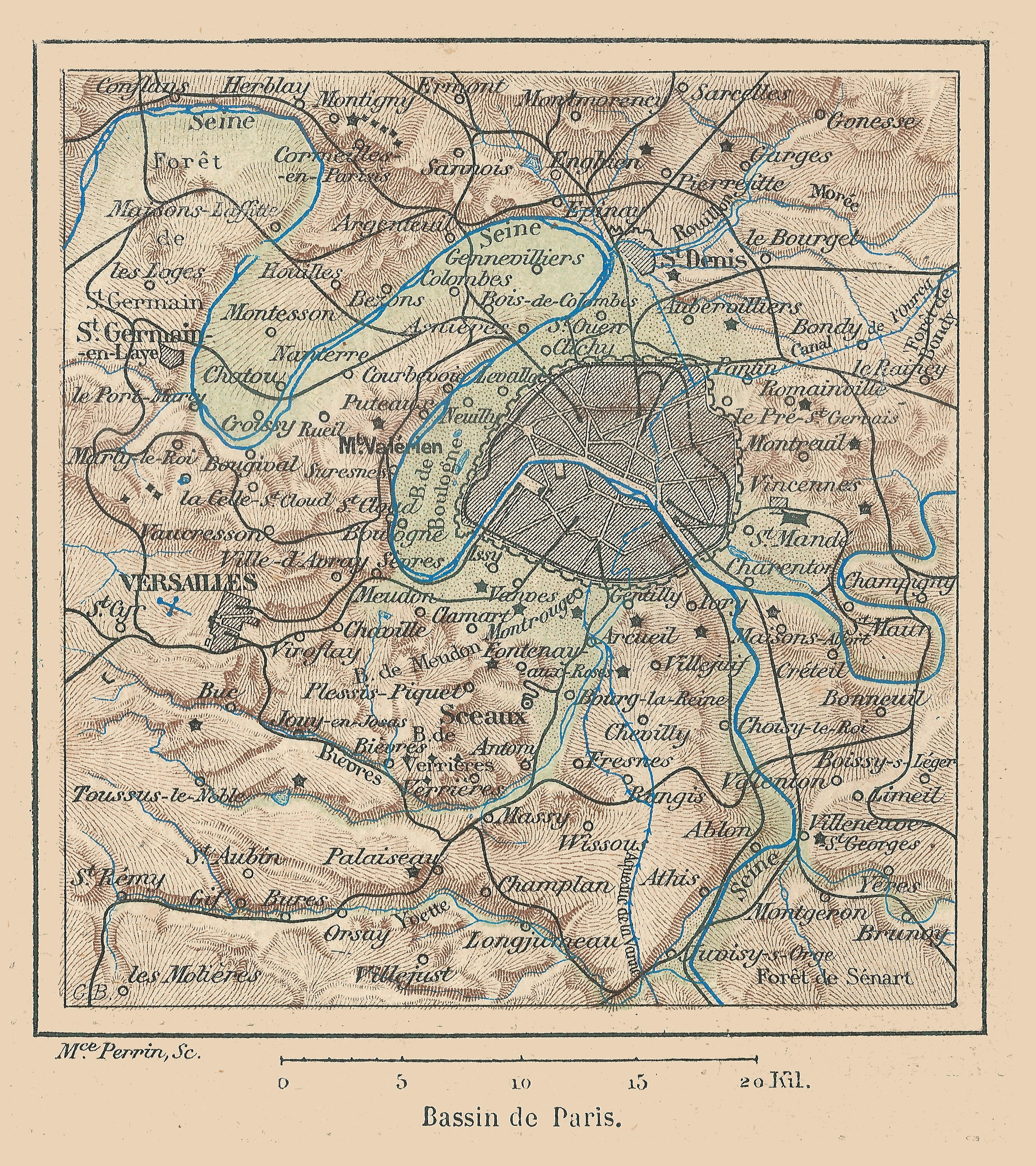
A Bacia de Paris (sensu stricto), de acordo com um mapa de Franz Schrader (1894)

A metrópole da Grande Paris se localiza na Bacia parisiense. Se estendendo ao longo 814 km², ela cobre um sistema urbano composto de muitas cidades centrais antigas que constituem o núcleo urbano da aglomeração parisiense.

### Composição
O decreto de 30 de setembro de 2015 determinou a lista das 131 comunas que formam o perímetro da metrópole. Elas são:
- Paris
- Ablon-sur-Seine
- Alfortville
- Antony
- Arcueil
- Argenteuil
- Asnières-sur-Seine
- Athis-Mons
- Aubervilliers
- Aulnay-sous-Bois
- Bagneux
- Bagnolet
- Bobigny
- Bois-Colombes
- Boissy-Saint-Léger
- Bondy
- Bonneuil-sur-Marne
- Boulogne-Billancourt
- Bourg-la-Reine
- Bry-sur-Marne
- Cachan
- Champigny-sur-Marne
- Charenton-le-Pont
- Châtenay-Malabry
- Châtillon
- Chaville
- Chennevières-sur-Marne
- Chevilly-Larue
- Choisy-le-Roi
- Clamart
- Clichy
- Clichy-sous-Bois
- Colombes
- Coubron
- Courbevoie
- Créteil
- Drancy
- Dugny
- Épinay-sur-Seine
- Fontenay-aux-Roses
- Fontenay-sous-Bois
- Fresnes
- Gagny
- Garches
- Gennevilliers
- Gentilly
- Gournay-sur-Marne
- Issy-les-Moulineaux
- Ivry-sur-Seine
- Joinville-le-Pont
- Juvisy-sur-Orge
- La Courneuve
- La Garenne-Colombes
- La Queue-en-Brie
- Le Blanc-Mesnil
- Le Bourget
- Le Kremlin-Bicêtre
- Le Perreux-sur-Marne
- Le Plessis-Robinson
- Le Plessis-Trévise
- Le Pré-Saint-Gervais
- Le Raincy
- Les Lilas
- Les Pavillons-sous-Bois
- Levallois-Perret
- L'Haÿ-les-Roses
- L'Île-Saint-Denis
- Limeil-Brévannes
- Livry-Gargan
- Maisons-Alfort
- Malakoff
- Mandres-les-Roses
- Marnes-la-Coquette
- Marolles-en-Brie
- Meudon
- Montfermeil
- Montreuil
- Montrouge
- Morangis
- Nanterre
- Neuilly-Plaisance
- Neuilly-sur-Marne
- Neuilly-sur-Seine
- Nogent-sur-Marne
- Noiseau
- Noisy-le-Grand
- Noisy-le-Sec
- Orly
- Ormesson-sur-Marne
- Pantin
- Paray-Vieille-Poste
- Périgny
- Pierrefitte-sur-Seine
- Puteaux
- Romainville
- Rosny-sous-Bois
- Rueil-Malmaison
- Rungis
- Saint-Cloud
- Saint-Denis
- Saint-Mandé
- Saint-Maur-des-Fossés
- Saint-Maurice
- Saint-Ouen
- Santeny
- Savigny-sur-Orge
- Sceaux
- Sevran
- Sèvres
- Stains
- Sucy-en-Brie
- Suresnes
- Thiais
- Tremblay-en-France
- Valenton
- Vanves
- Vaucresson
- Vaujours
- Villecresnes
- Ville-d'Avray
- Villejuif
- Villemomble
- Villeneuve-la-Garenne
- Villeneuve-le-Roi
- Villeneuve-Saint-Georges
- Villepinte
- Villetaneuse
- Villiers-sur-Marne
- Vincennes
- Viry-Châtillon
- Vitry-sur-Seine

### Estabelecimentos públicos territoriais da Grande Paris

O territórios da Grande Paris.

A criação da metrópole foi acompanhado pela supressão do intercomunalidades preexistentes no seu território, e a criação de novas estruturas, os estabelecimentos públicos territoriais (EPT), que incluem todas as comunas da metrópole com exceção de Paris, e fornecem funções de proximidade em matéria de política da cidade, equipamentos culturais, socioculturais, sócio-educativos e esportivos, de água e saneamento, de gestão de resíduos domésticos e de ação social. Os EPT exercem também as competências que as comunas têm transferido para intercomunalidades suprimidas.
A Cidade de Paris exerce diretamente os poderes transferidos aos EPT.

## Funcionamento
A metrópole, depois de ter tido a sua sede provisória com base na missão de prefiguração na 19, rue Leblanc, se mudou em outubro de 2016 do bairro da Gare d'Austerlitz, ao 15-17 avenue Pierre-Mendès-France, no 13º arrondissement de Paris, em um edifício projetado pelos arquitetos Brenac e Gonzalez na ZAC Paris Rive Gauche.

### Lista dos presidentes
- Patrick Ollier (LR) (2016 - ) - Prefeito de Rueil-Malmaison (2004 - ), Ministro encarregado das Relações com o Parlamento (2010 - 2012), Deputado dos Altos do Sena (2002 - 2010 e 2012 - 2017)